# Gisela von Wobeser
Gisela von Wobeser Hoepfner (Ciudad de México, 23 de enero de 1944) es una historiadora, investigadora, catedrática y académica mexicana. Ha centrado sus estudios e investigaciones en el período del Virreinato de la Nueva España y de las instituciones eclesiásticas durante la misma época.

## Estudios
Estudió en la Facultad de Filosofía y Letras de la Universidad Nacional Autónoma de México donde obtuvo la licenciatura en Historia en 1969. Continuó sus estudios en la misma universidad de 1975 a 1981 obteniendo la maestría y el doctorado en Historia. Obtuvo la Beca Guggenheim en el área de humanidades de 1998 a 1999.

## Docencia y académica
Ha impartido clases en su Alma máter desde 1979 a nivel licenciatura y posgrado. Ha sido investigadora en el Instituto de Investigaciones Históricas de la UNAM desde 1980, en donde ha fungido como directora durante dos períodos, en 1989 y en 1997. Fue directora de la Casa de las Humanidades de la UNAM de 2000 a 2006.
En 1992 ingresó a la Academia Mexicana de la Historia en donde es titular del sillón 26. Se desempeñó como secretaria de 1996 a 2003. En 2003, fue la primera mujer en ser designada para ocupar la dirección de la Academia, cargo que ocupó hasta 2011. Es además miembro correspondiente de la Academia Chilena de la Historia desde octubre de 2003, de la Academia Puertorriqueña de la Historia desde diciembre de 2003, de la Academia Portuguesa de la Historia desde marzo de 2005, de la Academia Uruguaya de la Historia desde 2005, y de la Academia Nacional de Historia de Ecuador desde 2006.

## Reconocimientos y distinciones
- Medalla de plata Gabino Barreda por la UNAM en 1987.
- Medalla de plata Gabino Barreda por la UNAM en 1996.
- Premio Atanasio G. Saravia por Banamex en 1985.
- Reconocimiento Sor Juan Inés de la Cruz en 2004.
- Reconocimiento especial al mérito en 2006 por la Sociedad de Historia de Tijuana.[2]
- Premio Universidad Nacional. Área: Investigación en humanidades por la UNAM en 2014.

## Obras publicadas
Se ha especializado en la investigación y publicación de libros y artículos de la historia económica y social de la Nueva España, entre los más importantes destacan: 
- Von Wobeser, Gisela (2023). San Carlos Borromeo. Endeudamiento de una hacienda colonial (1608-1729). México: UNAM. ISBN 968-58-2784-2. OCLC 41383417.[6]
- Von Wobeser, Gisela (2016). La formación de la hacienda en la época colonial. El uso de la tierra y el agua. México: UNAM. ISBN 968-837-026-6. OCLC 1326282002.[7]
- Von Wobeser, Gisela (2017). La hacienda azucarera en la época colonial. México: UNAM. ISBN 970-32-1294-8. OCLC 60651740.[8]
- Von Wobeser, Gisela (2016). El crédito eclesiástico en la Nueva España, siglo XVIII.. México: UNAM. ISBN 978-607-16-0226-8. OCLC 739102355.[9]
- Von Wobeser, Gisela (2016). Vida eterna y preocupaciones terrenales. Las capellanías de misas en la Nueva España, 1600-1821. México: UNAM. ISBN 970-32-2955-7. OCLC 71821927.
- Von Wobeser, Gisela (2016). Dominación colonial. La consolidación de vales reales en Nueva España, 1804-1812. México: UNAM. ISBN 978-970-32-0251-5. OCLC 1025478515.[10]
- Von Wobeser, Gisela (2015). Cielo, infierno y purgatorio durante el virreinato de la Nueva España. México: UNAM. ISBN 978-607-02-6764-2. OCLC 944474887.[11]
- Von Wobeser, Gisela (2018). Muerte y vida en el más allá. España y América, siglos XVI-XVIII. México: UNAM. ISBN 978-607-02-0449-4. OCLC 760666505.
- Von Wobeser, Gisela (2017). Apariciones de seres celestiales y demoniacos en la Nueva España. México: UNAM. ISBN 978-607-30-1432-8. OCLC 1294902237.[12]
- Von Wobeser, Gisela (2020). Orígenes del culto a nuestra señora de Guadalupe, 1521-1688. México: Fondo de Cultura Económica. ISBN 978-607-30-2203-3. OCLC 1290790168.[13]
- Von Wobeser, Gisela (2021). Devociones religiosas en México y Perú, siglos XVI-XVIII. México: UNAM. ISBN 978-607-30-4495-0. OCLC 1267885120.